# Francisco Joaquim Béthencourt da Silva
'Francisco Joaquim Béthencourt da Silva (cercanías de Cabo Frío, 8 de mayo de 1831 - 1911) fue un arquitecto y profesor brasileño.
Nació en alta mar, en las cercanías de Cabo Frío, a bordo del velero portugués "Novo Comerciante" que iba hacia Río de Janeiro. Fue hijo del carpintero portugués Joaquim José da Silva y de la bretona Saturnina do Carmo Béthencourt. Estudió en el Seminario São José e ingresó a la carrera de arquitectura en la Academia Imperial de Bellas Artes en 1845 donde fue alumno del artista francés Grandjean de Montigny, fundador de la escuela de arquitectura de esa academia. Luego inició su carrera como arquitecto de obras públicas, cargo para el que fue nombrado por concurso en 1850 trabajando, principalmente en la ciudad de Río de Janeiro, entonces capital del imperio del Brasil. Se destaca, entre estas, el Cementerio de São João Batista.
Fue profesor de la Academia Imperial de Bellas Artes y de la Escuela Politécnica de Río. Inició el movimiento que culminó con la creación de la Sociedad Propagadora de las Bellas Artes de Río de Janeiro y del Liceo de Artes y Oficios de Río de Janeiro.